# Serra Pedregosa (Soses)
La Serra Pedregosa és una serra situada al municipi de Soses a la comarca del Segrià, amb una elevació màxima de 225,5 metres.